# Angiras

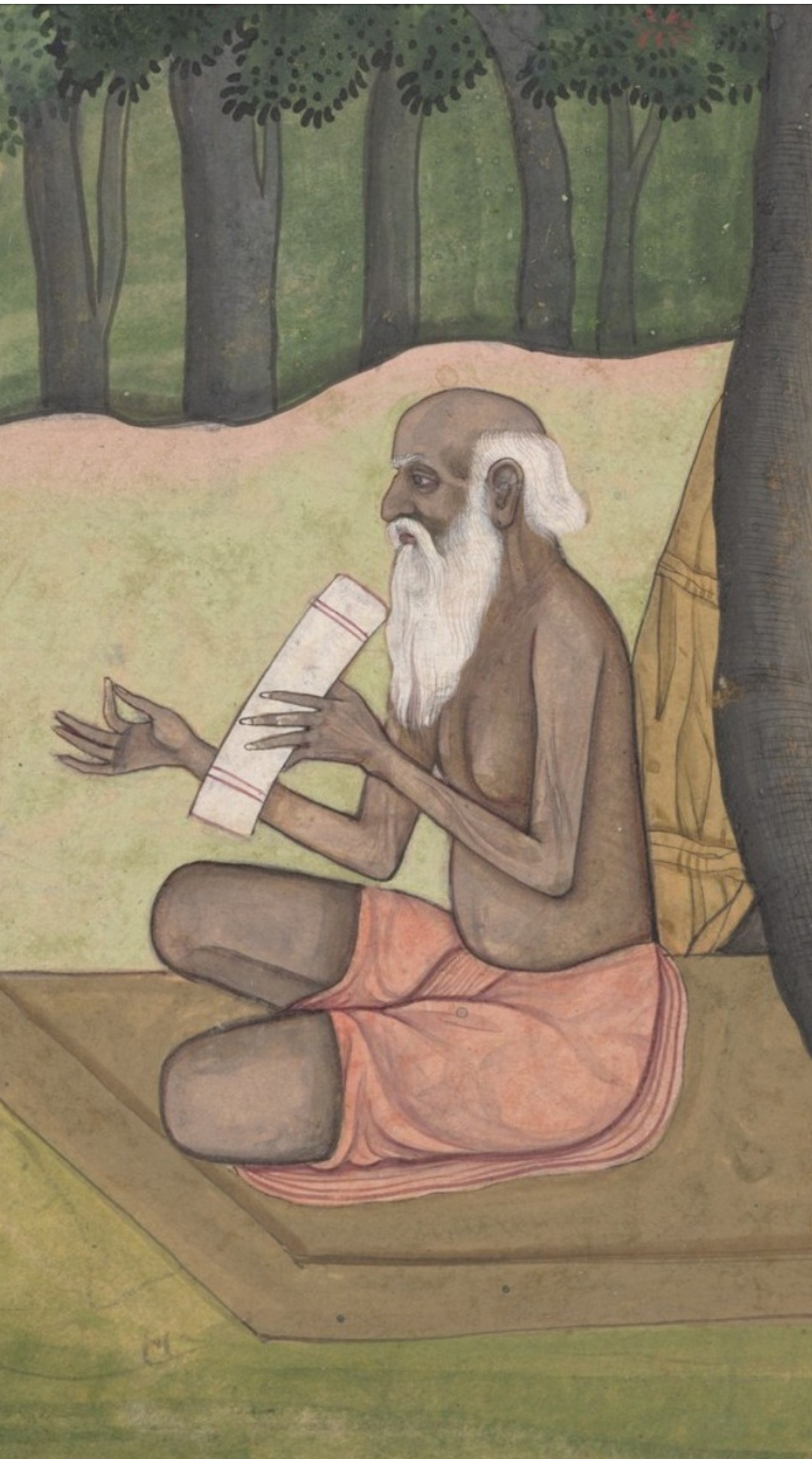
Zřec Angiras na ilustraci z 18. století

Angiras je v indické mytologii jeden z ršiů-zřeců, často spojovaný s bohem ohněm Agnim. Existují také Angirasové, skupina bytostí zpravidla označovaná za jeho syny. Podle Anukramaní, pozdějších rejstříků k Rgvédu, byli Angirasové kněžskou rodinou, autory jeho deváté mandaly.

## Prameny
Ve Rgvédu je jméno Angiras uváděno zhruba šedesátkrát, ale ve dvou třetinách případů v množném čísle. Angirasové jsou označováni jako synové nebes, bohů a Angirase, jako „naši otcové“, bráhmáni, objevují se ve výčtech po boku jiných skupin božstev, je jim obětován sóma a jsou nesmrtelní. Často se objevují ve společnosti hromovládného Indry. Doprovázeli ho, když se vydal osvobodit „první úsvit“ a ten pak ve formě červenavých krav z jeskyně Vala zničené hromovládcem vyvedli. Někdy je v tomto příběhu úloha Indry úplně vynechána a objevují se v něm pouze Angirasové. Ti během celé akce zpívali, křičeli a obecně dělali hluk, přičemž zpěv pro ně byl typický a říkalo se, že jejich písněmi jsou vzýváni bohové. Jménem Angrisa „syn Angirasův“ nebo Angiras je někdy označován kněz bohů Brhaspati, jindy je jméno Angiras používáno jako titul Agniho. Titul Angirastama „náčelník Angirasů“ je používán jak pro Agniho a Indru, tak pro Ušas a Sómu.
V pozdějších textech je Angiras jedním synů, kteří se zrodili z mysli Brahmy nebo jedním z šestnácti pradžápatiů Brahmou stvořených. Podle Máhábháraty zplodil se svou manželkou Šubhou Brhaspatího, který pak s Tárou zplodil šest ohnivých synů a bohyni Sváhu. V různých puránách jsou pak za jeho manželky označovány například Šraddha, Satí, Svadha, Smrti, Devasena a Vasudha. Kromě Agniho a Brhaspatiho se objevuje také mnoho jeho synů a též několik dcer, z nichž Siníválí a Anumati jsou měsíční bohyně. Podle Manusmrti je otcem Havišmánů. Co se vztahu s Agnim týče, ten je označován za jeho syna, vnuka i pravnuka nebo je naopak Angiras Agniho prvorozeným synem. Podle Mahábháraty k tomu došlo tak, že se Angiras věnoval askezi tak intenzivně, až osvítil celý vesmír a měl Agniho nahradit jako bůh ohně. Požádal ho však aby se ke své funkci vrátil a mohl se stát jeho prvorozeným.

## Výklad
Arthur Macdonnel se domníval, že Angirasové původně byli skupinou nadpozemských bytostí, stojících mezi bohy a lidmi, podobně jako je Agni poslem mezi nebem a zemí, a jejich kněžská funkce je až pozdějším dodatkem. Spekuloval o tom, že jsou personifikovanými plameny a o souvislosti jejich jména s řeckým angelos „posel“. Albrecht Weber je naopak chápal jako druh kněží, jehož historie sahá až do doby indoíránské. V podobném duchu je za védské kněží zápalných obětí označuje Jan Filipský. Podle toho se později stali věštci a vykladači náboženských zákonů a obřadů a svou magií měli chránit průběh rituálu. Ještě později se mělo jejich jméno začít používat pro polobožské bytosti ztělesňující nebeská tělesa a jevy.